# Oficis vils i mecànics
Els oficis vils i mecànics eren els artesanals o manuals, incompatibles amb la noblesa, en la societat feudal i de l'Antic Règim. Es basaven en la tradició i el costum, i s'accedia a ells pel sistema gremial d'aprenentatge.
El treball manual era incompatible amb la forma de vida noble, que havia de ser l'exercici de les armes i el manteniment de l'honor, no amb guanyar-se la vida treballant. El mateix es pot dir del clergat, encara que el clergat regular d'ús en el treball, no tant amb fins productius sinó com una part del seu ascetisme (regla de Sant Benet: ora et labora).
La denigració del treball prové de l'antiguitat clàssica, associada al mode de producció esclavista, i es troba justificada, per exemple, en la filosofia de Plató i Aristòtil.
Les professions liberals o arts liberals, és a dir, les que es basen en el treball intel·lectual i es caracteritzen per l'accés a través d'estudis universitaris, tenien (encara tenen) una consideració superior.